# Hold Tight (canción de Justin Bieber)
«Hold Tight» es una canción del cantante canadiense Justin Bieber incluida en su segundo álbum de recopilación: Journals. Fue lanzada el 21 de octubre de 2013. Es el tercer sencillo de la serie "Music Mondays", las anteriores son Heartbreaker y All That Matters. Bieber lanzó una canción cada lunes por 10 semanas hasta el 9 de diciembre de 2013.

## Posicionamiento en listas musicales
| Lista (2013)                       | Mejor posición |
| ---------------------------------- | -------------- |
| Australia (ARIA)                   | 48             |
| Austria (Ö3 Austria Top 40)        | 40             |
| Bélgica (Flandes) (Ultratop 50)    | 23             |
| Bélgica (Valonia) (Ultratop 50)    | 29             |
| Canadá (Canadian Hot 100)          | 23             |
| Dinamarca (Tracklisten)            | 1              |
| Francia (SNEP)                     | 46             |
| Países Bajos (Mega Single Top 100) | 14             |
| España (Top 100 Canciones)         | 19             |
| Suiza (Schweizer Hitparade)        | 25             |
| UK R&B                             | 7              |
| Estados Unidos (Billboard Hot 100) | 29             |